# 1927 у літературі

## Нагороди
- Нобелівську премію з літератури отримав французький філософ Анрі Бергсон.

## Книги
- «Степовий вовк» — роман Германа Гессе.
- «Людина-амфібія» — науково-фантастичний роман Олександра Бєляєва (опублікований в 1928 році).
- «Архів Шерлока Холмса» — збірка детективних оповідань Артура Конана Дойла.
- «Чоловіки без жінок» — збірка оповідань Ернеста Хемінгуея.
- «Зниклий безвісти» — роман Франца Кафки.
- «Віднайдений час» — роман Марселя Пруста (завершальна частина роману-епопеї «У пошуках утраченого часу»).
- «На маяк» — роман Вірджинії Вулф.
- «Третя рота на магістралі» — друга частина трилогії Йозефа Копта.

## П'єси
- «Народний Малахій» — трагікомедія Миколи Куліша.

## Поезія
- «Вірші, пенні за штуку» — збірка віршів Джеймса Джойса.
- «Рання осінь» — збірка віршів Євгена Плужника.

## Народились
- 6 березня — Габріель Гарсія Маркес, колумбійський письменник
- 25 травня — Роберт Ладлам, американський письменник, автор 23 пригодницьких та шпигунських романів-бестселерів.
- 7 червня — Мартін Картер, гаянський поет.
- 4 липня — Ніл Саймон,  американський драматург.
- 16 жовтня — Гюнтер Грасс, німецький письменник.
- 11 листопада — Луїджі Малерба, італійський письменник, учасник неоавангардистської «Групи 63» (помер 2008).
- 1 грудня — Мордхе Шехтер, американський лінгвіст-германіст, лексикограф, діалектолог і педагог, спеціаліст з їдишу.

## Померли
- 16 квітня — Ґастон Леру, французький письменник,
- 14 червня — Джером К. Джером, англійський письменник-гуморист (н. 1859).
- 24 липня — Акутаґава Рюноске, японський письменник.
- 13 серпня — Джеймс Олівер Кервуд, американський письменник.
- 5 грудня — Федір Сологуб, російський поет, прозаїк, драматург, теоретик мистецтва і перекладач, один з головних представників російського символізму.